# Alstroemeria achirae
Alstroemeria achirae este o specie de plante monocotiledonate din genul Alstroemeria, familia Alstroemeriaceae, descrisă de Muñoz Schick și Axel Brinck. Conform Catalogue of Life specia Alstroemeria achirae nu are subspecii cunoscute.